# Mörstadt
Mörstadt település Németországban, Rajna-vidék-Pfalz tartományban. Lakosainak száma 1059 fő (2023. december 31.).

## Népesség
A település népességének változása:
| Lakosok száma | 617  | 928  | 995  | 984  | 1064 | 1072 | 1059 |
|               | 1975 | 2014 | 2017 | 2019 | 2021 | 2022 | 2023 |